# Polikarpov I-15
O Polikarpov I-15 (И-15) foi uma aeronave de caça biplano soviético da década de 1930. Foi apelidado de Tchaika (Чайка), que significa "Gaivota" em russo, por causa de suas asas superiores serem estilo gaivota. Foi operado em grande número pela Força Aérea Soviética, e em conjunto com o Polikarpov I-16 monoplano, foi um dos caças padrões dos repúblicanos durante a Guerra Civil Espanhola, onde foi chamado de "Chato" na força aérea republicana, ou Curtiss, pela semelhança com o Curtiss F9C da força aérea nacionalista.

## Histórico Operacional

### China
Em agosto de 1937 o Governo Kuomintang assinou um pacto de não-agressão com a União Soviética. No outono desse mesmo ano, a União Soviética começou a enviá-lo como ajuda à Força Aérea Chinesa em sua guerra defensiva contra o Japão. Mais de 250 pilotos soviéticos se ofereceram para pilotar os 255 caças enviados para a China no outono de 1937. Em 1939 o total de biplanos entregues atingiram 347 I-15/I-15bis. Esses aviões lutaram em muitos combates na Manchúria e em combates de fronteira entre o Japão e a União Soviética. Em 1937, o I-15 nas mãos da Força Aérea Nacionalista Chinesa lutou contra a invasão japonesa, onde o biplano começou a combater modelos novos, como os monoplanos Nakajima Ki-27 japoneses, que era mais rápido.

### Mongólia
Em 1939, lutadores Polikarpov foram amplamente utilizados durante as batalhas de Khalkhin Gol lutaram em todo o Rio Khalkha na província de Dornod. As batalhas foram travadas de 11 maio a 16 setembro de 1939, e envolveu mais de 600 aviões. Quando as hostilidades começaram, os únicos I-15bis na área  eram 14 aeronaves do 70 IAP. O seu número aumentou nas semanas seguintes: em 23 de Maio, 35 I-15bis a partir de 22 de IAP chegou da região de Trans-Baikal. No entanto, os pilotos Polikarpov foi apressadamente treinados e eles sofreram pesadas perdas contra os japoneses mais experientes. Durante este conflito, União Soviética e Japão perderam mais de 200 aviões cada um. A Força Aérea do Povo Mongol - recebeu 10 aeronaves em meio julho 1939 e treinou pessoal voo para defesa posterior. Futuramente recebeu mais de 30 aeronaves em Março de 1942.

### Espanha
O I-15 foi usado em combate extensivamente pelos republicanos na Guerra Civil Espanhola e provou ser um dos melhores caças biplanos de seu tempo. O primeiro lote de 25 caças chegou em Cartagena (Espanha), Espanha, em 28 de outubro de 1936, com 15 pilotos, liderados pelo futuro craque Pavel Rychagov. Poucos dias depois, um outro grupo de 10 pilotos e 15 aeronaves chegaram em Bilbao. Os pilotos soviéticos logo entraram em ação. Eles tiveram seu batismo de fogo em 4 de novembro. Naquele dia, Os I-15 haviam abatido dois Junkers Ju-52 juntamente com dois Fiat CR.32. Não foram relatadas perdas entre os pilotos soviéticos. Durante os próximos dois dias, os pilotos conseguiram mais 12 vitórias, ao custo de dois I-15 perdidos. Mas, em 16 de novembro, enquanto lutavam contra o Fiat CR.32 sobre Madrid, futuro ás Rychagov foi abatido e quatro dias depois, o número de aeronaves prontas para combate na área central havia caído para 15 aeronaves: sete haviam sido perdidas em combate, dois fizeram pousos forçados e um estava em reparos. Em dezembro de 1936 e janeiro 1937 mais dois carregamentos de 30 Polikarpovs chegou à Espanha, tornando-se possível formar uma unidade de combate completo de quatro I-15 esquadrões. Até a primavera de 1937, no centro da Espanha foi o principal teatro de guerra do I-15. E em maio de 1937, um outro grupo de 31 Polikarpovs desembarcou na Espanha, tendo o número total de I-15 entregues aos republicanos para 116. O número exato de I-15s perdidos durante a Guerra Civil é difícil de determinar porque há poucos dados confiáveis sobre os estágios finais da guerra. As perdas foram comparáveis aos do seu principal rival, o Fiat CR.32 . Até 1 de Janeiro de 1939, 197 Polikarpovs foram perdidos, 88 abatido por fogo inimigo e nove pela artilharia antiaérea, 27 destruídos no solo e 67 em acidentes.

## Segunda Guerra Mundial
Mais de 1.000 caças I-15bis ainda estavam em uso durante a invasão alemã quando o biplano foi empregado no papel de ataque ao solo. No final de 1942, todos os I-15 e I-15bis foram relegados aos deveres de treinador avançado, uma vez que o Ilyushin Il-2 estava entrando no serviço de ataque ao solo. Os poucos exemplares que permaneciam em serviço até o final de 1943, eram usados como bombardeiros ataque ao solo, sofrendo pesadas baixas quando eram confrontados com os caças alemães.

## Variantes
TsKB-3bis
Protótipo.
TsKB-3ter
Protótipo equipado com o motor de pistão radial M-25V mais potente.
I-15
Primeira série de produção.
I-15bis
Biplano de caça de assento único, armado com quatro 7.62 mm (0.30 in) metralhadoras PV-1 ou ShKAS, mais até 150 kg (330 lb) de bombas. O I-15bis foi alimentado pelo mais potente motor de pistão radial 570 kW (760 hp; 770 PS) Shvetsov M-25V. Tinha uma asa superior reta. Um total de 2.408 máquinas foram construídas.
I-152
Versão modernizada do I-15bis. Um construído em 1938. A produção em série não foi realizada, pois decidiu-se construir a I-153.
I-152GK
(Germetichyeskoi Kabine – cabine hermética (de pressão)) – Uma aeronave equipada com cabine de pressão.
I-152TK
(Turbo Kompressor – turboalimentado) – Uma aeronave equipada com dois turbocompressores.
I-15ter (I-153)
Desenvolvimento do I-15 com trem de pouso retrátil, veja Polikarpov I-153.
UTI-1
(Oochebno Trenirovochnyy Istrebitel'  – treinador de caça) - Versão de treinador de dois lugares construída na fábrica, cockpit dianteiro movido para a frente, controles duplos instalados, 20 construídos em 1934, mas não usados pelo VVS